# كريس دي وايت
كريس دي وايت (13 يناير 1978 بأنتويرب في بلجيكا - ) هو لاعب كرة قدم بلجيكي في مركز الهجوم. لعب مع نادي رويال أندرلخت.

## وصلات خارجية
- كريس دي وايت على موقع قاعدة بيانات كرة القدم.إي يو (الإنجليزية)
- كريس دي وايت على موقع عالم كرة القدم.نت (الإنجليزية)